# 다이토정 (시즈오카현)
다이토정(일본어: 大東町)은 일본 시즈오카현 오가사군에 2005년 3월 31일까지 존재했던 정이다. 2005년 4월 1일에 가케가와시와 합병하였다. 현재의 가케가와시의 남동부에 해당한다.

## 지리
시즈오카 현의 엔슈 중부에 위치한다.행정상의 구분은 시즈오카현 서부 지방에 편입되는 경우가 많다.

## 역사
- 1973년 - 오하마정, 기도촌이 합병해 다이토정이 성립하였다.
- 2005년 - 가케가와시, 오스카정과 합병해 새로운 가케가와시가 설치되었기 때문에 소멸하였다.

## 교통

### 도로
- 국도 제150호선

## 참고 문헌
- 角川日本地名大辞典編纂委員会,『角川日本地名大辞典 22 静岡県』, 角川書店, 1978年, ISBN 4040012208